# Sportåret 1897

## Händelser

### Allmänt
- 7 maj - Sveriges allmänna idrottsförbund bildas i Stockholm.[1]

### Bandy
- Okänt datum – Bandyförbund bildas i Nederländerna.[2]

### Baseboll
- Boston Beaneaters vinner National League.[3]

### Fotboll
- 14 augusti - Sydafrika spelar sin första, om än inofficiella, landskamp i fotboll, då man i Johannesburg förlorar med 0-3 mot SC Corinthians Paulista.[4]
- FA-cupen vinns av Aston Villa FC efter finalvinst mot Everton FC med 3 - 2.
- Okänt datum – Skotska cupen vinns av Rangers FC
- Okänt datum – GAIS startar sin fotbollssektion.

#### Ligasegrare / resp. lands mästare
- 5 september - Örgryte IS blir svenska mästare andra året i rad efter finalseger med 1–0 över Örgryte IS lag 2. Matchen spelas på Idrottsplatsen i Göteborg.[5]
- Belgien – Racing Club de Bruxelles
- England – Aston Villa FC
- Skottland – Heart of Midlothian FC

### Friidrott
- John J. McDermott vinner Boston Marathon, som springs för första gången, ursprungligen under titeln BAAA Road Race[6]

#### SM
SM-tävlingar anordnas endast för herrar. Det första Dam-SM i friidrott äger rum 1927 i Lidköping.

##### Resultat
- 100 m: Erik Hellqvist, Alingsås IF – 11,4
- 1 500 m: Paul Pehrsson, Örgryte IS – 4.54,4
- 10 000 m: Magnus Eriksson, GAIS – 44.26,2
- 110 m häck: Alfred Svensson, ÖIS – 17,2
- Höjd: Yngve Berglin, IS Lyckans Soldater – 1,70
- Stav: Oscar Odén, ÖIS – 2,70
- Längd: John Fenton, IS Lyckans Soldater – 5,54
- Kula, båda händerna: Gustaf Söderström, Djurgårdens IF – 19,57
- Diskus, bästa hand: Carl Helgesson, ÖIS – 33,70
- Slägga: Carl Helgesson, ÖIS – 26,73
- Spjut, båda händerna: Harald Andersson-Arbin, IS Lyckans Soldater – 67,05
  - Kast med båda händerna innebar att man kastade en serie kast med höger hand och en med vänster hand varvid bästa resultat för vardera handen adderades.

### Golf
- US Open vinns av Joe Lloyd, Storbritannien
- British Open vinns av Harold Hilton, Storbritannien, (amatör)

### Hastighetsåkning på skridskor
- 5-6 februari - De åttonde världsmästerskapen för herrar anordnas i Montréal i Kanada. 10 deltagare från tre länder deltar.

### Hästsport
- 4 maj - Vid 23:e Kentucky Derby vinner Buttons Garner på Typhoon II med tiden 2.12.5.[7]

### Ishockey
- 4 februari - Den första officiella ishockeymatchen i Tyskland spelas på Halensees is i Berlin.[8]

### Konståkning
De andra världsmästerskapen i konståkning anordnas i Stockholm, Sverige. Endast tävlingar för herrar anordnas.
- - Herrar:
- 1 Gustav Hügel, Österrike
- 2 Ulrich Salchow, Sverige
- 3 Johan Lefstad, Norge

## Bildade föreningar och klubbar
- 7 mars - Hammarby Roddförening (som bildats 1889) ombildas till Hammarby IF
- 29 maj - IFK Norrköping[9]
- 9 september - IFK Eskilstuna[9]
- Okänt datum – IFK Helsingfors, idrottsförening i Finland.

## Födda
- 13 juni – Paavo Nurmi, finländsk friidrottare, långdistans

### Fotnoter
1. ↑  ”Sveriges centralförening för idrottens främjande”. Arkiverad från originalet den 8 maj 2016. https://web.archive.org/web/20160508224059/http://scif.nu/php/scif_historia.php. Läst 9 oktober 2011.
2. ↑  ”Bandyhistoria 1875–1919”. Svenska Bandyförbundet. Arkiverad från originalet den 4 juni 2015. https://web.archive.org/web/20150604010835/http://www.svenskbandy.se/BANDY-INFO/FORBUNDET/Historikochstatistik/Historiskamilstolpar/Bandyhistoria1875-1919/. Läst 2 september 2011.
3. ↑  ”The 1897 Season” (på engelska). Retrosheet. http://www.retrosheet.org/boxesetc/1897/Y_1897.htm. Läst 19 juli 2015.
4. ↑  ”RSSSF”. http://www.rsssf.com/tablesn/nil-intres.html. Läst 20 augusti 2011.
5. ↑  Jimmy Lindahl (12 mars 2000). ”Svenska mästare i fotboll 1896–1925”. Bolletinen. http://www.bolletinen.se/sfs/allsvenskan/sm1896.pdf. Läst 10 oktober 2011.
6. ↑  ”Boston Marathon History: 1897-1900”. www.baa.org. Boston: Boston Athletic Association. 2011. Arkiverad från originalet den 10 april 2013. https://web.archive.org/web/20130410224153/http://www.baa.org/races/boston-marathon/boston-marathon-history/race-summaries/1897-1900.aspx. Läst 2 mars 2011.
7. ↑  ”Chronology of Sports”. Arkiverad från originalet den 4 oktober 2011. https://web.archive.org/web/20111004143035/http://worldtimeline.info/sports/spor1890.htm. Läst 19 juli 2011.
8. ↑  ”The Origins of European Hockey” (på engelska). Hockey Central. http://www.hockeycentral.co.uk/nhl/origins/Origins-European-Hockey.php. Läst 4 april 2017.
9. 1 2  Martin Alsiö (12 mars 2004). ”De allsvenska klubbarnas födelsedagar”. Bolletinen. http://www.bolletinen.se/sfs/allsvenskan/grundades.pdf. Läst 18 februari 2015.